# Skryje u Golčova Jeníkova
Skryje (deutsch Skrey, auch Skrej) ist eine Gemeinde in Tschechien. Sie liegt drei Kilometer nördlich von Golčův Jeníkov und gehört zum Okres Havlíčkův Brod.

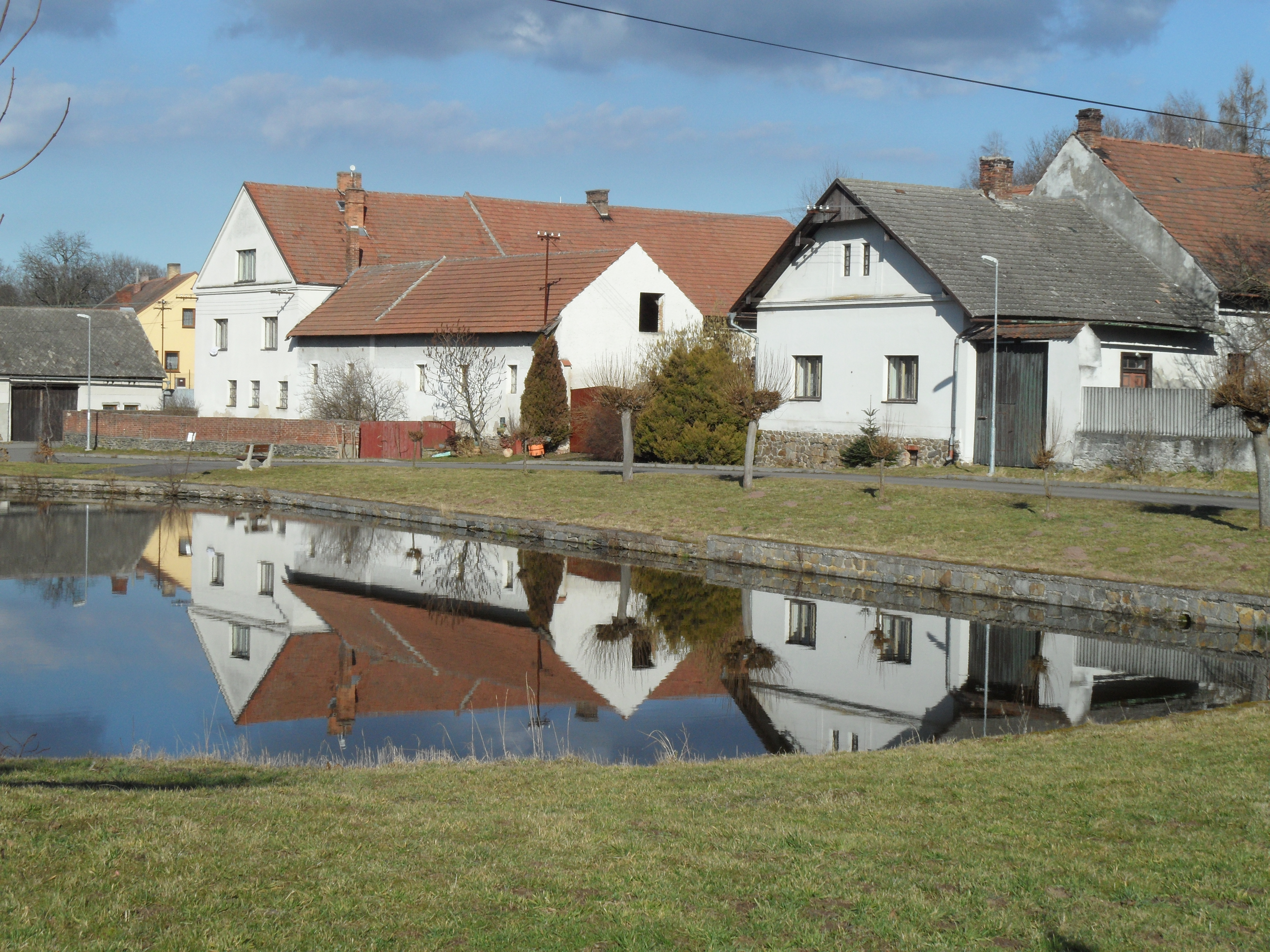
Dorfplatz

## Geographie
Skryje befindet sich an einem linken Zufluss zur Hostačovka in der Doubravská brázda (Doubrawasenke). Gegen Nordosten liegt der Teich Hostačovský rybník.
Nachbarorte sind Zehuby, Kamenné Mosty und Hostačov im Norden, Kněžice, Na Doubravě und Zvěstovice im Nordosten, Moravany im Osten, Spytice, Křemen, Na Doubravě, Potěšilka, Jezuitský Mlýn und Sirákovice im Südosten, Stupárovice im Süden, Ráj im Südwesten, Chrastice und Písek im Westen sowie Na Podháji und Okřesaneč im Nordwesten.

## Geschichte
Die erste schriftliche Erwähnung von Skryje erfolgte 1464. Nach dem Heimfall des Gutes Lipovec überließ König Ladislaus Jagiello 1483 das Gut mit Lipovec, Skryje und weiteren Dörfern gemeinschaftlich seinem Oberstkanzler Jan von Šelmberk und Jan Šmatlan von Močovice. Später wurde Skryje der Herrschaft Jeníkov zugeschlagen. Als Kaiser Ferdinand II. die Herrschaft im Jahre 1636 seinem Generalfeldzeugmeister Martin Maximilian von der Goltz schenkte, war Skryje eines der 15 zugehörigen Dörfer. 1827 wurde die Schule errichtet.
Im Jahre 1840 bestand das im Caslauer Kreis gelegene Dorf Skrey bzw. Skreg aus 23 Häusern, in denen 168 Personen, darunter eine protestantische Familie lebten. Unter dem Patronat der Gemeinde stand eine Privatschule. Im Ort gab es zudem ein Wirtshaus. Abseits lag die herrschaftliche Schäferei Křemen. Pfarrort war Žleb. Bis zur Mitte des 19. Jahrhunderts blieb Skrey der Herrschaft Goltsch-Jenikau untertänig.
Nach der Aufhebung der Patrimonialherrschaften bildete Skrej ab 1849 mit den Ortsteilen Chrastice und Hostačov eine Gemeinde im Gerichtsbezirk Habern. Ab 1868 gehörte der Ort zum Bezirk Časlau. 1869 hatte Skrej 189 Einwohner und bestand aus 24 Häusern. Zum Ende des 19. Jahrhunderts wurde die Gemeinde mit Skrýje, danach mit Skryje bezeichnet. 
Im Jahre 1900 lebten in Skryje 199 Menschen, 1910 waren es 147. 1930 hatte Skryje 237 Einwohner und bestand aus 45 Häusern. Seit der Gebietsreform von 1960 gehört die Gemeinde zum Okres Havlíčkův Brod. 1961 wurden Sirákovice und Stupárovice eingemeindet. Die Schule wurde 1966 wegen zu geringer Schülerzahl geschlossen. Zu Beginn des Jahres 1976 erfolgte die Eingemeindung von Zvěstovice und Spytice. Anfang 1989 wurde Skryje nach Golčův Jeníkov eingemeindet. Seit dem 24. November 1990 bildet Skryje wieder eine eigene Gemeinde. Beim Zensus von 2001 lebten in den 75 Häusern der Gemeinde 194 Personen, davon in 12 Chrastice (9 Häuser), 105 in Hostačov (24 Häuser) und 77 in Skryje (42 Häuser).

## Gemeindegliederung
Die Gemeinde Skryje besteht aus den Ortsteilen Chrastice (Chrastitz), Hostačov (Hostatschow) und Skryje (Skrey). Zu Skryje gehören zudem die Einschichten Křemen (Krzemen) und Na Doubravě. Grundsiedlungseinheiten sind Chrastice und Skryje.
Das Gemeindegebiet bildet den Katastralbezirk Skryje u Golčova Jeníkova.

## Sehenswürdigkeiten

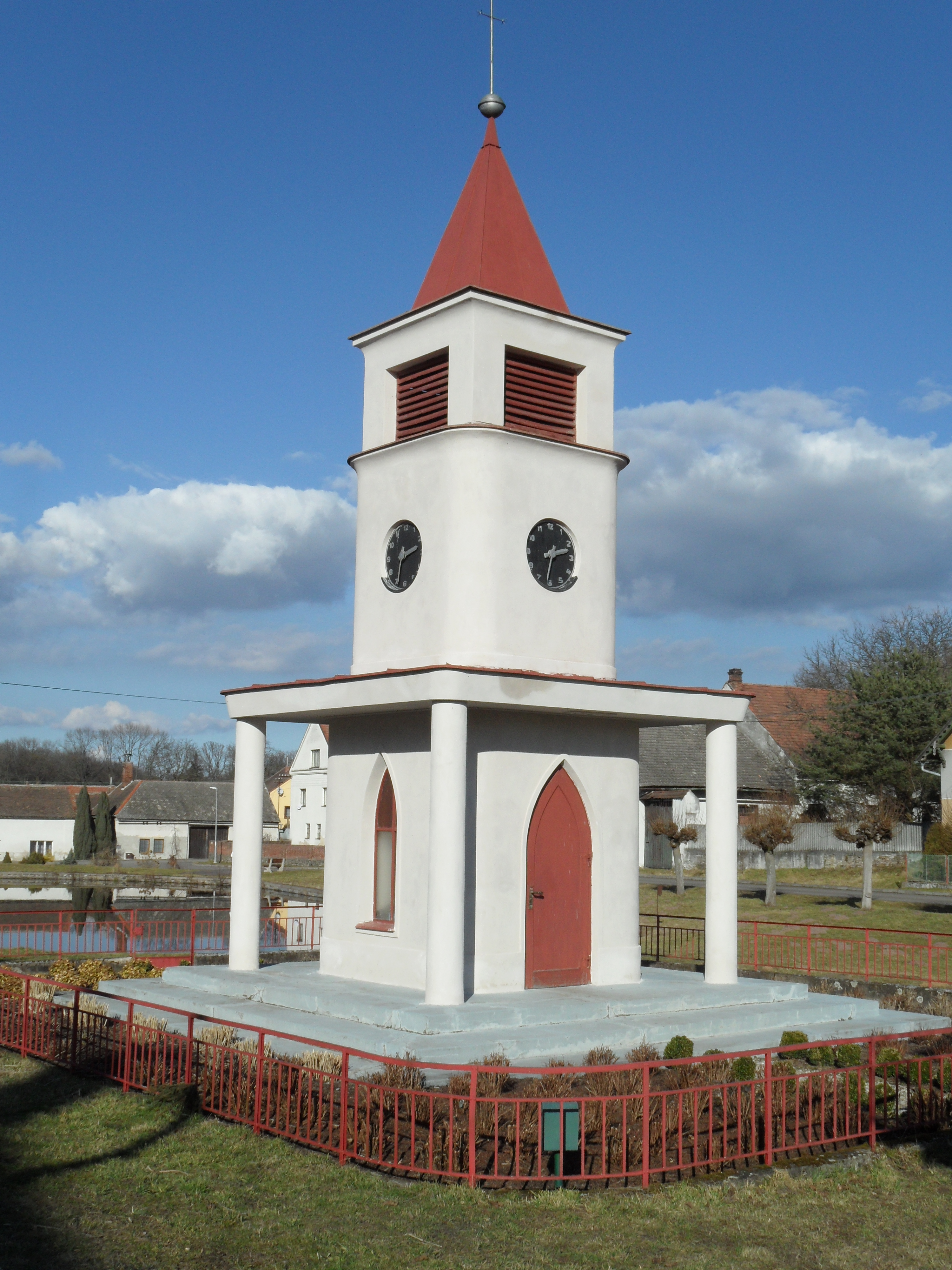
Kapelle

- Schloss Hostačov, der Renaissancebau wird heute als Hotel und Konferenzzentrum genutzt.
- Kapelle in Skryje, die Turmuhr stammt aus dem Schloss Hostačov und wurde von der Gemeinde abgekauft. An der Kapelle ist eine Gedenktafel für die Opfer des Zweiten Weltkrieges angebracht.
- Kapelle des hl. Wenzel in Chrastice, errichtet 1929, sie ist ebenfalls mit einer Uhr aus dem Schloss Hostačov ausgestattet
- Mehrere Flurkreuze